# Ephemera (Band)

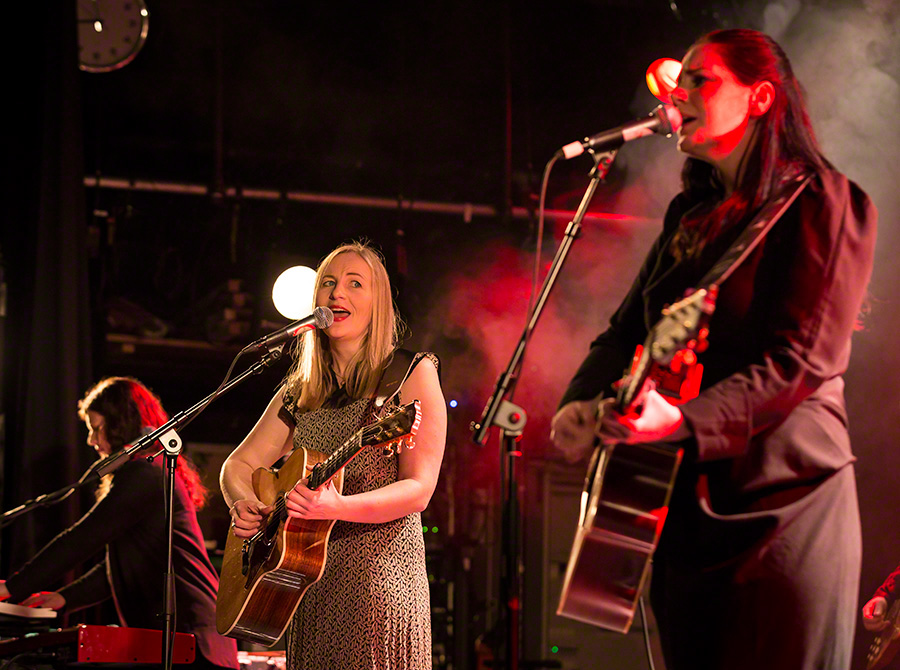
Ephemera, 2016

Ephemera ist eine Frauen-Pop-Band aus Bergen in Norwegen.
Sie besteht aus Inger Lise Størksen (* 13. Oktober 1977), Christine Sandtorv (* 1976 in Laksevåg) und Jannicke Larsen (* 19. September 1976) und spielt seit 1996 zusammen.
Bekannt wurde die Band in Deutschland durch ihren Single-Hit Girls keep secrets (in the strangest ways). Dieser Song wurde 2003 auf dem Bergener Festival als Song des Jahres ausgezeichnet und wurde vom Magazin Elle Girl genutzt, um seine Werbekampagne zur Markt-Einführung zu starten. 

Für die beiden Alben Ballons and Champagne und Air gewannen sie jeweils den Spellemannprisen, der in Norwegen dem Grammy entspricht.
Der Musikstil von Ephemera – angesiedelt zwischen Country, Folk und Pop – kann als akustischer Gitarren-Pop bezeichnet werden. Typisch für Ephemera sind die klaren, sich gegenseitig ergänzenden Gesangsstimmen der drei Bandmitglieder sowie die neben den Gitarren zum Einsatz kommenden ausgefallenen Instrumente, z. B. Cello, Banjo oder Glockenspiel.

## Diskografie
Alben
- 1996: Glue
- 2000:	Sun
- 2001:	Balloons and Champagne
- 2003:	Air
- 2004:	Monolove

Singles
- 2000:	Happy, grateful, aware
- 2000:	Gift
- 2001:	Tornado
- 2001:	Last thing
- 2003:	Girls keep secrets (in the strangest ways)
- 2004:	On the surface
- 2019:	Magic

## Texte
In Ephemeras Texten geht es um kleine Alltagsgeschichten. 
So wird z. B. in On the surface eine scheiternde (gescheiterte) Beziehung beschrieben, die für beide Seiten in einer Win-Win-Situation enden soll. 
So heißt es im Refrain:
„On the surface, as harmless as can be
you and me
but underneath, there’s a story never told
about you and me“

## Kritiken
Ephemeras Musikstil wird in der Kritik häufig mit den Bangles oder Wonderwall verglichen und als nett, manchmal auch als kitschig bezeichnet.

„"Air", so muss selbst der zynischste Kritikergeist eingestehen, ist das netteste Album der letzten Zeit. "Nett" meint hier nicht akzeptabel und belanglos, sondern luftig, frei von Spannungen oder Aggressivität und absolut liebreizend.“

„Die Musik von Ephemera auf "Monolove" klingt warmherzig schön und passt daher in die kalten Tage des Jahres, wenn man angesichts der weiß-grauen depressiven Landschaften optimistische Musik braucht.“

„Die drei flirten mit dem Hörer, erweisen sich im entscheidenden Moment dann aber als dessen beste Freundin. Der Titeltrack "Monolove" trocknet die Tränen einer gescheiterten Beziehung und wirft im Refrain die alles entscheidenden Fragen auf: "How can love be so painful? / But when it works the way it should be so good? / How can love be full of beauty? / But when it's over, done and dead be so bad?" Natürlich haben auch Ephemera keine befriedigende Antwort im Angebot, wohl aber eine Platte, die sowohl für Liebeskranke, als auch für kuschelnde Paare taugt.“